# Пиатра (Хунедоара)
Пиатра (рум. Piatra) насеље је у Румунији у округу Хунедоара у општини Батрана. Oпштина се налази на надморској висини од 828 m.

## Становништво
Према подацима из 2002. године у насељу је живело 10 становника, од којих су сви румунске националности.